# Caprona
Caprona là một chi bướm nâu, tông Tagiadini trong phân họ Pyrginae.

## Các loài
- Caprona adelica Karsch, 1892
- Caprona agama (Moore, [1858])
- Caprona alida (de Nicéville, 1891)
- Caprona cassualalla Bethune-Baker, 1911
- Caprona pillaana Wallengren, 1857
- Caprona ransonnetii (R. Felder, 1868)

## Hình ảnh

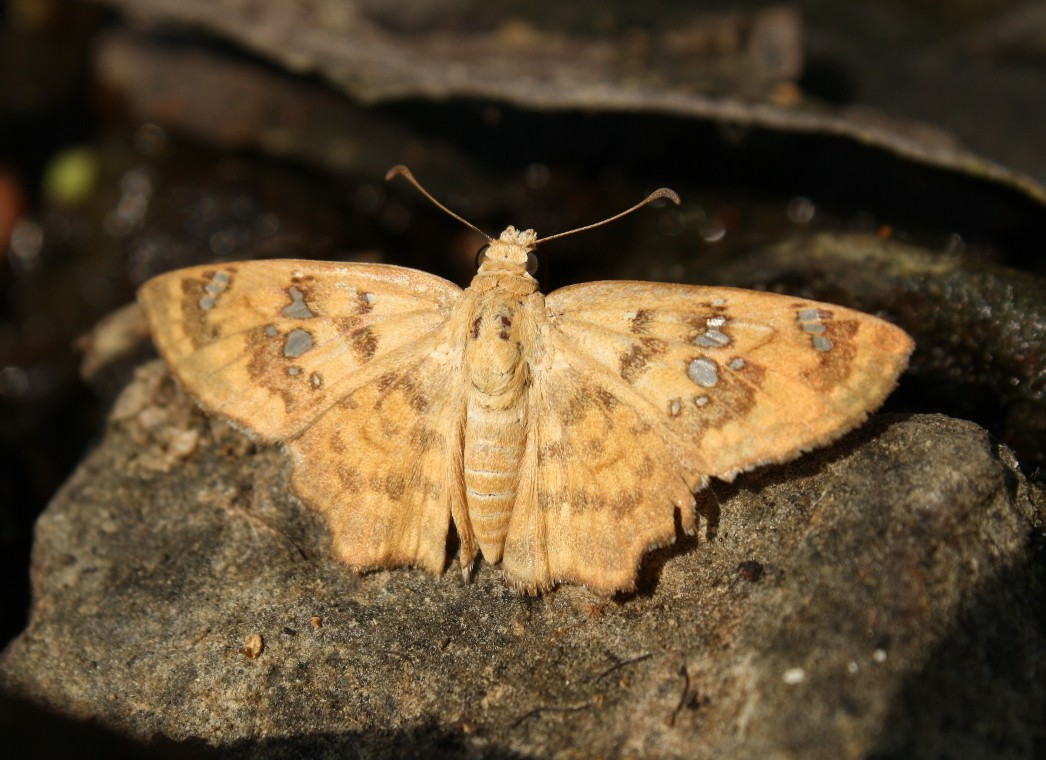
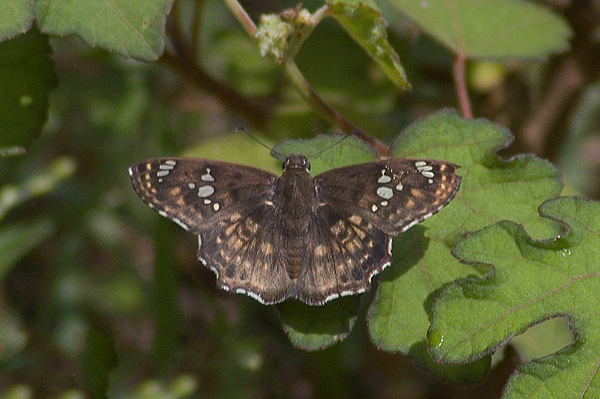